# Santi Giovanni Battista e Francesco
I Santi Giovanni Battista e Francesco sono un affresco staccato (190x115 cm) di Domenico Veneziano, databile al 1454 e conservato nel Museo di Santa Croce a Firenze.

## Storia
L'opera è l'unico frammento superstite degli affreschi nella Cappella Cavalcanti nella basilica di Santa Croce, una delle ultime opere del Veneziano, l'ultima a noi nota. L'affresco fu staccato nel 1566 quando venne demolito il coro della chiesa, durante la rimodernazione della chiesa diretta da Vasari. Nel 1954, in occasione di una mostra, i santi vennero staccati nuovamente e collocati nel museo della basilica.

## Descrizione e stile
Sotto un arco con il profilo decorato da una ghirlanda scolpita e aperto, tramite una volta a botte, su un lontano paesaggio di colline coltivate, si stagliano le figure dei santi Giovanni Battista e Francesco d'Assisi. Il primo è riconoscibile dalla pelle di cammello, che lascia intravedere il petto, e il volto barbuto e con i capelli arruffati da eremita, una fisionomia quasi identica a quella presente nel Battista della Pala di Santa Lucia dei Magnoli; Francesco si riconosce invece dal saio francescano e dalle ferite sulla mano che emettono raggi rossi: le stimmate. Il primo si tocca il petto in segno di penitenza e guarda verso il cielo; il secondo invece ha le mani giunte e il capo umilmente chino, in preghiera. 
Le tipologie dei personaggi e la tavolozza schiarita rimandano alla Pala di Santa Lucia dei Magnoli, anche se il plasticismo e l'espressività più accentuati dimostrano un'evoluzione dello stile, con un'energica linea di contorno che dimostra l'influenza di Andrea del Castagno. Un dettaglio illusionistico, che rimanda ormai alla seconda metà del secolo, è il piede del santo che sporge dalla cornice modanata inferiore, proiettandosi verso lo spettatore.